# Steve Wisniewski
Steve Wisniewski, detto The Wiz (Rutland, 7 aprile 1967), è un ex giocatore di football americano e allenatore di football americano statunitense.

## Carriera da giocatore

### Los Angeles/Oakland Raiders
Al draft NFL 1989 è stato selezionato come 29a scelta assoluta dai Dallas Cowboys, poi è stato ceduto subito ai Los Angeles Raiders. Con loro ha giocato in entrambe le città, è stato nominato per 7 anni capitano della squadra, è stato inserito nella lista dei giocatori degli anni 1990. Ha giocato per un totale di 206 partite. Ha partecipato per ben 8 volte al Pro Bowl.

## Carriera da allenatore
Ha iniziato la sua carriera nella NFL il 28 gennaio 2011 con i Raiders con il ruolo di assistente della offensive line, a fine stagione la linea offensiva con solo 25 sack concessi si è classificata 4a in tutta la NFL, mentre ha aiutato a raggiungere 131.9 yard per partita nelle corse, piazzandosi come 7a.

## Palmarès
- PFWA All-Rookie Team - 1989